# SolarCity
SolarCity Corporation was een Amerikaanse energieleverancier gevestigd in San Mateo, Californië. Het bedrijf ontwierp, financiert en installeert systemen voor zonne-energie. SolarCity had meer dan 15.000 medewerkers. Het bedrijf werd in 2016 overgenomen door Tesla Motors en is sindsdien de zonnepanelen en huis-accu’s afdeling van dat bedrijf.

## Geschiedenis
SolarCity werd in juli 2006 opgericht door de broers Peter en Lyndon Rive, op basis van een suggestie voor een zonne-energiebedrijfconcept door hun neef, Elon Musk, die voorzitter is en die het bedrijf hielp op te richten.